# دومین امپراتوری بلغارستان
دومین امپراتوری بلغارستان(به لاتین: Second Bulgarian Empire)، امپراتوری است که پس از ضعف امپراتوری بیزانس در قرن ۱۲ دوباره تشکیل شد و تا زمان حمله عثمانی‌ها به بالکان در قرن ۱۵ و ۱۶ باقی ماند.